# Пожела, Каролис Юозович
Ка́ролис Юозович По́жела (лит. Karolis Požėla; 17 (29) февраля 1896 года, деревня Бардишкяй, ныне Панявежский уезд, — 27 декабря 1926, Каунас) — один из организаторов Коммунистической партии Литвы.

## Биография
Родился в крестьянской семье в 1896 году.
Студентом Дерптского университета в 1916 вступил в РСДРП, вёл партийную работу в Эстонии. Участник Февральской и Октябрьской революций. Весной 1918 организовал одну из первых ячеек КП Литвы на оккупированной германскими войсками территории; делегат учредительного подпольного съезда партии (октябрь 1918).
После падения Советской власти в Литве (август 1919) на подпольной партийной работе в Расейняй и Каунасе, где в 1920 создал нелегальную партийную типографию «Спартакас», был редактором газеты «Теса», органа ЦК КП Литвы, и ряда других партийных изданий. С 1921 член, с 1923 секретарь ЦК Коммунистической партии Литвы. Делегат 5-го конгресса Коминтерна (1924). В 1926 — член редколлегии легального марксистского журнала «Скардас».

## Военный переворот в Литве (1926)
Арестован после происшедшего под руководством Смятоны 17 декабря переворота в Литве. Вместе с другими руководящими работниками КП Литвы предстал перед военным трибуналом по обвинению в подготовке к коммунистическому восстанию и вместе с Юозасом Грейфенбергерисом, Раполасом Чарнасом и Казисом Гедрисом приговорен к смертной казни. Осуждённые были расстреляны 27 декабря 1926 в VI форте Каунаса.

### Семья
- Жена — Эугения Тауткайте (1899—1960), революционер, писательница, узница сталинских лагерей[1].
- Сын — Юрас Пожела, физик, бывший Президент АН Литвы, лауреат Ленинской премии 1978 года.

## Память
- в Вильнюсе была названа его именем улица По́желос, позже её переиминовали (ныне улица Жигиманту).
- В 1973 году в Каунасе был установлен памятник «Четверо коммунистов» (иначе «Четверо коммунаров»; скульпторы Бронюс Вишняускас и Наполеонас Пятрулис), ныне находится в экспозиции советских скульптур в парке Грутас[2] .